# Daleszyce (gmina)
Daleszyce – gmina miejsko-wiejska w województwie świętokrzyskim, w powiecie kieleckim. W latach 1975–1998 gmina położona była w województwie kieleckim.
Siedziba gminy to Daleszyce. Jest jedną z gmin aglomeracji kieleckiej. 11 maja 1986 otrzymała Krzyż Grunwaldu III klasy za walkę z niemieckim najeźdźcą w okresie II wojny światowej.
Według danych z 30 czerwca 2004 gminę zamieszkiwało 14 587 osób.

## Struktura powierzchni
Według danych z roku 2002 gmina Daleszyce ma obszar 222,18 km², w tym:
- użytki rolne: 36%
- użytki leśne: 57%

Gmina stanowi 9,89% powierzchni powiatu.

## Demografia

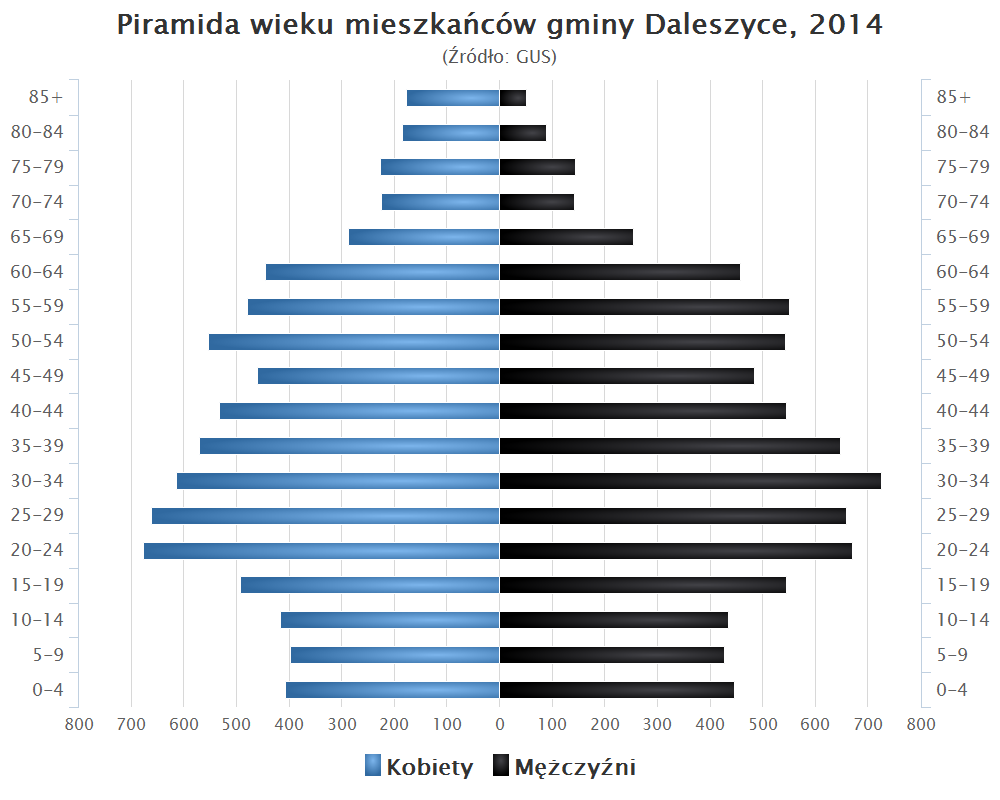
Piramida wieku mieszkańców gminy Daleszyce w 2014 roku

Dane z 30 czerwca 2004:
| Opis                              | Ogółem | Ogółem | Kobiety | Kobiety | Mężczyźni | Mężczyźni |
| --------------------------------- | ------ | ------ | ------- | ------- | --------- | --------- |
| jednostka                         | osób   | %      | osób    | %       | osób      | %         |
| populacja                         | 14 587 | 100    | 7321    | 50,2    | 7266      | 49,8      |
| gęstość zaludnienia (mieszk./km²) | 65,7   | 65,7   | 33      | 33      | 32,7      | 32,7      |

## Sołectwa
Borków, Brzechów, Cisów, Daleszyce, Danków-Wójtostwo, Komórki, Kranów, Marzysz, Mójcza, Niestachów, Niwy, Sieraków, Słopiec, Smyków, Suków, Szczecno, Trzemosna, Widełki.

## Miejscowości niesołeckie
Gajówka Grzebień, Łuczewnica.

## Sąsiednie gminy
Bieliny, Górno, Kielce, Łagów, Morawica, Pierzchnica, Raków